# 塔科奈
塔科奈（法語：Taconnay，法語發音：[takɔnɛ]）是法国涅夫勒省的一个市镇，位于该省中部，属于克拉姆西区。

## 地理
塔科奈（47°18'25"N, 3°29'36"E）面积8 平方千米，位于法国勃艮第-弗朗什-孔泰大區涅夫勒省，该省份为法国中部省份，北至约讷省，西北接卢瓦雷省，西接谢尔省，南至阿列省，东南接索恩-卢瓦尔省，东临科多尔省。
与塔科奈接壤的市镇（或旧市镇、城区）包括：伯夫龙、伯夫龙河畔布里农、舍瓦讷-尚日、格勒努瓦、帕里尼拉罗斯。

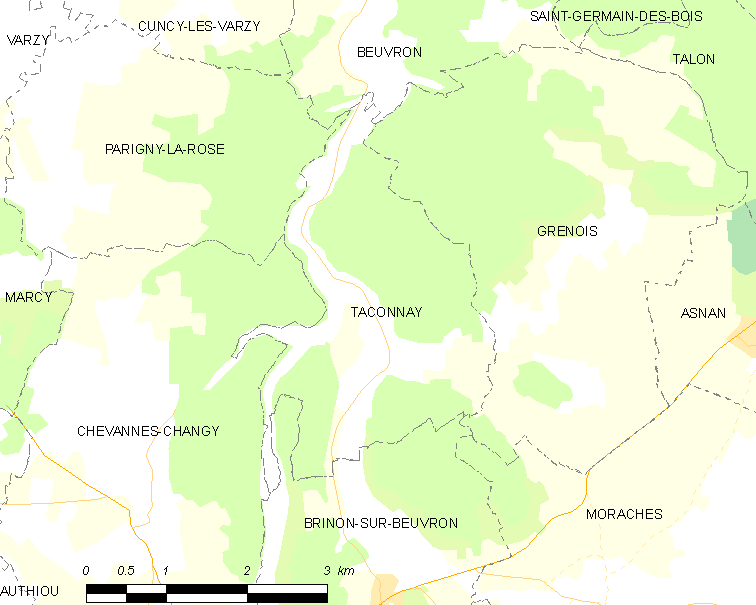
塔科奈的OSM定位图

塔科奈的时区为UTC+01:00、UTC+02:00（夏令时）。

## 行政
塔科奈的邮政编码为58420，INSEE市镇编码为58283。

## 政治
塔科奈所属的省级选区为科尔比尼县。

## 人口

1962-2008年间塔科奈人口变化图示

塔科奈于2022年1月1日时的人口数量为72人。